# Eudyptes moseleyi
L'eudipte di Moseley (Eudyptes moseleyi Mathews & Iredale, 1921), noto anche come pinguino crestato di Moseley o pinguino saltarocce di Moseley, è un uccello della famiglia Spheniscidae.

## Tassonomia
Il pinguino saltarocce di Moseley è talora classificato come una sottospecie  di Eudyptes chrysocome ma le due entità differiscono per caratteristiche vocali e genetiche.

## Distribuzione e habitat
Oceano Atlantico meridionale (Tristan da Cunha e isola Gough), Oceano Indiano meridionale (isola Amsterdam e isola Saint-Paul).